# Leptogenys ingens
Leptogenys ingens is een mierensoort uit de onderfamilie van de Ponerinae. De wetenschappelijke naam van de soort is voor het eerst geldig gepubliceerd in 1866 door Mayr.